# Чагальчхи (станция метро)
«Чагальчхи» (кор. 자갈치) — станция Пусанского метро на Первой линии.
Находится в Нампхо-доне района Чунку. Название получила из-за непосредственной близости к рыбному рынку Чагальчхи. На станции установлены платформенные раздвижные двери.